# Philipp Carl Diehl
Philipp Carl Diehl (* 2. September 1751 in Frankfurt am Main; † 6. Januar 1836 ebenda) war ein Politiker der Freien Stadt Frankfurt.
Philipp Carl Diehl war Jurist in Frankfurt am Main. Von 1779 bis 1816 war er als Senator und von 1816 bis 1820 als Schöffe Mitglied im Senat der Freien Stadt Frankfurt. Von 1818 bis 1820 war er Mitglied des Engeren Rates. Er gehörte dem Gesetzgebenden Körper von 1818 bis 1820 an. 